# 오스카 피터슨
오스카 이매뉴얼 피터슨(영어: Oscar Emmanuel Peterson, 프랑스어: Oscar Emmanuel Peterson 오스카 에마뉘엘 페테르송[*], 1925년 8월 15일 ~ 2007년 12월 23일)은 캐나다의 재즈 피아니스트이자 작곡가였다. 그는 듀크 엘링턴에 의해 "키보드의 마하라자"라고 불렸으며, 그의 친구들에게는 단순히 "O.P."라고 불렸다. 그는 200개 이상의 음반을 발매했고, 8개의 그래미 어워드를 수상했으며, 그 밖의 많은 상과 영예를 얻었다. 그는 가장 위대한 재즈 피아니스트 중 한명으로 여겨지고 있으며, 60년 이상의 경력으로 전 세계 수천번의 콘서트를 했다.

## 생애
피터슨은 서인도 제도 출신이고 그의 아버지는 캐나다 태평양 철도에서 짐꾼으로 일했다. 피터슨은 퀘벡주 몬트리올의 리틀 부르고뉴 근처에서 자랐다. 그가 20세기 초에 번성했던 재즈 문화에 둘러싸인 것을 발견한 것은 이 압도적으로 흑인이 많은 동네에서였다. 5살 때 피터슨은 트럼펫과 피아노로 그의 기술을 연마하기 시작했다. 하지만 7살 때 폐 결핵에 걸려 트럼펫 연주를 다시 하지 못 했다. 그래서 그는 피아노 앞에 모든 주의를 집중했다. 아마추어 트럼펫 주자이자 피아니스트인 그의 아버지 다니엘 피터슨은 그의 첫 음악 선생님들 중 한명이었고, 그의 누이 데이지는 어린 오스카에게 클래식 피아노를 가르쳤다. 피터슨은 각종 음계와 기본 연습곡들을 연습하는데 있어 게을리하지 않았다.
피터슨은 어렸을 때 헝가리 태생의 피아니스트 폴 드 마르키와 함께 공부했는데 그는 프란츠 리스트의 제자였던 이스트반 토만의 학생이어서 그의 초기 훈련을 주로 받았다. 한편, 그는 전통적인 재즈와 특히 부기우기에 매료되어, 몇곡의 래그타임을 배웠다. 그 당시 피터슨은 "부기우기의 브라운 범버" 라고 불렸다.
아홉살 때, 피터슨은 기교가 실린 연주를 하여 전문 음악가들에게 깊은 인상을 남겼다. 수년 동안 그의 피아노 연습에는 하루에 4~6시간이 포함되어 있었다. 그는 만년이 되어서야 연습 시간을 하루에 한 시간이나 두 시간으로 줄였다. 1940년, 14살에, 피터슨은 캐나다 방송 협회에 의해 조직된 전국 음악 대회에서 우승했다. 승리 후, 그는 메이너드 퍼거슨와 함께 연주한 몬트리올의 고등학교를 중퇴했고, 주간 라디오 쇼와 호텔과 음악 홀에서 연주하며 전문 피아니스트가 되었다.
이전 몇 년 동안 피터슨의 음악에 영향을 준 예술가들로는 테디 윌슨, 냇 킹 콜, 제임스 P. 존슨, 그리고 아트 테이텀이 있었는데, 이 아이들 중 많은 사람들이 피터슨을 비교했다. 테이텀의 음악적 재능에 가장 어린 시절에 노출된 사람 중 한명은 그의 아버지가 테이텀의 〈Tiger Rag〉 녹음을 연기한 10대 때였다. 피터슨은 그 이야기를 듣고 너무 겁에 질려 몇주 동안 피아노 치는 것을 전혀 거부할 정도로 그 자신의 연주에 환멸을 느끼게 되었다. 그의 말에 따르면, "테이텀은 나를 죽음에 이르게 했고", 피터슨은 그의 피아노 정복에 대해 "다시는 건방지지 않았다"고 말했다. 테이텀은 1940년대와 1950년대에 피터슨의 음악계의 모델이었다. 피터슨은 언제나 테이텀과 비교되는 것을 꺼려 했고, 테이텀과 함께 피아노 연주를 거의 하지 않았지만, 결국 좋은 친구가 되었다.
피터슨은 또한 그의 여동생을 몬트리올의 피아노 선생님으로 여겼는데, 그는 또한 그의 경력에 중요한 선생님이자 영향력을 행사하여 다른 캐나다 재즈 음악가들을 가르쳤다. 피터슨은 여동생의 지도 아래 클래식 피아노 연습에 들어가 영역을 넓혔고, 요한 제바스티안 바흐의 음계에서 프레오로, 풍악으로 핵심 고전 피아노 연주를 통달했다.
피터슨은 테이텀의 피아니즘과 미학을 바탕으로, 테이텀의 음악적 영향력을 흡수했으며, 특히 세르게이 라흐마니노프의 피아노 협주곡을 흡수했다. 라흐마니노프의 조화와 그의 두번째 피아노 협주곡의 직접적인 인용문은, 오스카 피터슨 트리오에서 베이스 연주자인 레이 브라운 그리고 기타 연주자인 허브 엘리스와 함께 그의 가장 친숙한 곡을 포함하여, 많은 녹음물에 흩어져 있다. 1960년대와 1970년대에 피터슨은 그의 피아노 연주를 중점적으로 다룬 수많은 삼인조 음반들을 만들었다. 그것들은 그의 다양한 재즈, 고전 음악의 영향을 흡수하며 그의 절충적인 스타일을 더 드러낸다.

### 노먼 그란츠
피터슨의 경력에 있어 중요한 단계는 노먼 그란츠의 레이블 (특히 버브)과 그란츠의 "필하모닉에서 재즈" 프로젝트에 합류하는 것이었다. 그란츠는 피터슨을 독특한 방식으로 발견했다. 이 인상파 버스가 택시를 타고 몬트리올 공항으로 가는 중에, 이 라디오는 한 지역 나이트 클럽에서 피터슨의 생방송을 방송하고 있었다. 그란츠는 그가 들은 말에 너무 열중해서 그는 운전사에게 그 피아니스트를 만날 수 있도록 그를 클럽에 데려다 달라고 부탁했다. 1949년에, 그란즈는 카네기 홀의 필하모닉 쇼에서 재즈를 통해 뉴욕 시에 피터슨을 소개했다.
그래서 지속적인 관계를 갖고 태어난 그란츠는 대부분의 그의 경력 동안 피터슨의 매니저로 남아 있었다. 이것은 관리 관계 그 이상이었다. 피터슨은 1950년대와 1960년대 남부의 분리 주의자에서 그와 다른 흑인 재즈 음악가들을 옹호한 것에 대해 그란츠를 칭찬했다.

### 듀엣
피터슨은 베이시스트 레이 브라운, 샘 존스, 닐스헤닝 외르스테드 페데르센, 기타리스트 조 패스, 어빙 애쉬비, 허브 엘리스 그리고 바니 케셀, 피아니스트 카운트 베이시, 허비 행콕, 베니 그린, 그리고 올리버 존스, 트럼피터 클라크 테리, 루이 암스트롱,과 다른 많은 중요한 재즈 플레이어들과 함께 많은 듀오 공연과 음반을 만들었다. 그와 레이 브라운의 1950년대 듀오 녹음은 재즈 역사상 가장 오래 지속된 협력 관계의 하나로 기록되었다.
피아니스트이자 교육자인 마크 아이젠만에 따르면, 피터슨의 최고의 연주는 가수 엘라 피츠제럴드와 트럼피터 로이 엘드리지에게 절제된 반주자로 이루어진 것이었다고 했다.

### 트리오
피터슨은 이 세 멤버들의 음악성을 최고 수준으로 끌어 올려 재즈 트리오를 재정의했다. 레이 브라운과 허브 엘리스가 출연한 이 3인조는 그의 말에 따르면, 스튜디오 녹음에서 뿐만 아니라 대중 공연을 위한 "가장 자극적이고 생산적인" 환경이었다고 한다. 1950년대 초, 피터슨은 레이 브라운과 찰리 스미스와 함께 오스카 피터슨 트리오에서 연주하기 시작했다. 그 후 얼마 지나지 않아 드러머 스미스는 냇 킹 콜 트리오의 기타리스트인 어빙 애쉬비로 대체되었다. 스윙 기타리스트였던 애쉬비는 곧 케셀로 대체되었다. 케셀은 일년 후에 관광에 싫증이 나서 엘리스가 뒤를 이었다. 엘리스가 백인이었기 때문에 피터슨의 삼등분들이 인종적으로 통합되어 있었고, 그 당시에는 인종 차별 주의자 백인들과 흑인들로 인해 많은 어려움을 겪었던 논란의 여지가 있는 움직임이었다.
《Oscar Peterson at the Stratford Shakespearean Festival》은 피터슨의 경력에서 획기적인 음반으로 널리 간주되고, 재즈에서 가장 영향력 있는 삼중주들 중의 하나이다. 토론토 타운 타번에서 생중계된 그들의 마지막 음반 《On the Town with the Oscar Peterson Trio》는 세명의 연주자들 사이의 음악적 이해뿐만 아니라 뛰어난 감정적 이해를 담았다. 세명의 음악가 모두 매우 정교한 즉흥적인 상호 작용에 참여한 동등한 기여자들이었다. 1958년 엘리스가 그룹을 떠났을 때 피터슨과 브라운은 엘리스를 적절히 대체할 수 없다고 믿었다. 엘리스는 1959년 드러머 에드 티그펜으로 교체되었다. 브라운과 티그펜은 피터슨과 함께 《Night Train》과 《Canadiana Suite》라는 음반을 작업했다. 브라운과 티그펜은 1965년에 떠났고 베이시스트 샘 존스와 드러머 루이스 헤이즈(그리고 나중에 드러머 바비 더햄)로 대체되었다. 트리오는 1970년까지 함께 공연했다. 1969년 피터슨은 《Motions and Emotions》을 녹음했는데, 비틀즈의 〈Yesterday〉와 〈Eleanor Rigby〉와 같은 팝 곡들의 오케스트라 편곡이었다. 1970년 가을, 피터슨의 트리오는 《Tristeza on Piano》을 발매했고, 존스와 더햄은 1970년에 떠났다.

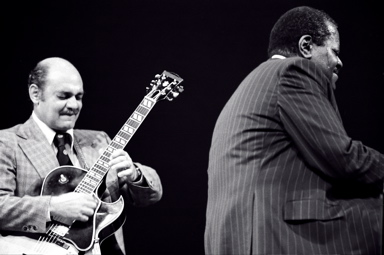
1977년, 뉴욕의 이스트먼 극장 로체스터에서 조 패스와 오스카 피터슨

1970년대에 피터슨은 기타리스트 패스와 베이시스트 닐스헤닝 외르스테드 페데르센으로 또 다른 트리오를 결성했다. 이 트리오는 1950년대 트리오의 성공을 모방한 브라운과 엘리스의 성공을 모방하고, 수많은 축제에서 찬사를 받은 공연을 선 보였으며, 가장 주목할 만한 기록은 1974년 그룹이 그래미상을 수상한 트리오와 1978년 더블 앨범은 파리에서 라이브로 녹음되었다. 1978년 4월 22일, 피터슨은 유로비전 송 콘테스트 1978을 위한 주간 활동을 하였고, 팔레 데 콩그레 드 파리에서 생중계 되었다. 1974년 오스카는 영국 드러머 마틴 드류를 추가했고 이 콰르텟은 전 세계를 돌며 광범위하게 녹음했다. 패스는 1976년 인터뷰에서 이렇게 말했다:"악기를 완전히 숙달한 사람들은 아트 테이텀과 피터슨 뿐입니다."

### 콰르텟
4인조는 3인조 또는 2인조 다음으로 피터슨에게 덜 영구적인 무대였다. 그와 긴밀하게 결합된 합의에 사용할 수 있는 동등하게 강력한 음악가를 찾기가 어렵기 때문이다. 엘리스의 다음 3인조를 잃어버린 후에, 결국 기타 연주가 대신 드러머로 활동했다. 처음에는 진 개미지였으나, 그 다음에는 타이펜이 연주자로 활동했다. 이 그룹에서 피터슨은 독주자가 되었다. 나중에 이 단체의 멤버들로는 루이스 헤이즈, 바비 더햄, 레이 프라이스, 샘 존스, 조지 마츠, 마틴 드류, 테리 클라크 그리고 론 롭스키가 있다.
피터슨은 종종 그의 기존 트리오에 4번째 연주자를 추가함으로써 콰르텟을 결성했다. 그는 색소포니스트 벤 웹스터, 트럼페터 클라크 테리, 비브라포니스트 밀트 잭슨과 같은 재즈 스타들과의 실험적 공동 작업에 참여할 수 있었다. 1961년에, 잭슨과 함께 한 피터슨 트리오가 앨범 《Very Tall》를 녹음했다.

### 출세
1950년대 말부터 피터슨은 세계적으로 재즈를 선도하는 피아니스트 중 한명이 되었을 때, 솔로, 듀오, 트리오, 콰르텟, 스몰 밴드, 그리고 빅 밴드들의 다양한 무대에서 연주했다. 하지만 그가 《Exclusively for My Friends》이라는 제목의 솔로 앨범 시리즈를 만들기 전까지 그의 솔로 피아노 독주와 녹음은 드물었다. MPS 레코드를 위해 만들어진 이 솔로 피아노 세션은 빌 에번스와 맥코이 타이너와 같은 스타들의 등장에 대한 피터슨의 반응이었다.
일부 수화 사용자들은 피터슨의 최고 녹음물이 1960년대 후반과 1970년대 초에 MPS를 위해 만들어졌다고 주장한다. 몇년 동안 그는 1973년에 레이블이 부착된 후에 그란츠의 파블로 레코드를 위해 기록했다. 1990년대와 2000년대에 그는 텔라크 콤보와 함께 몇개의 앨범을 녹음했다.
1980년대에 그는 피아니스트 허비 행콕과 듀오에서 성공적으로 연주했다. 1980년대 후반과 1990년대에, 뇌졸중이 발생한 후 피터슨은 그의 제자 베니 그린으로 공연과 녹음을 만들었다.

### 작곡가 겸 선생님
피터슨은 피아노, 트리오, 콰르텟, 그리고 큰 밴드를 위한 곡들을 썼다. 그는 또한 여러 곡을 작곡했으며 가수로서 녹음도 했다. 그의 가장 잘 알려진 곡들로는 1960년대에 작곡되어 미국의 아프리카계 미국인 민권 운동에 의해 영감을 받은 "카나디아나 모음곡"과 "자유에 대한 찬가"가 있다.
피터슨은 캐나다, 주로 토론토에서 피아노와 즉흥 연주를 가르쳤다. 그는 1960년대에 그의 동료들과 함께 토론토에 있는 첨단 현대 음악 학교를 5년 동안 시작하고 이끌었지만, 콘서트 투어가 그와 그의 동료들을 불러 모으지 못했기 때문에 문을 닫았다. 후에, 그는 요크 대학교 재즈 프로그램을 가르쳤고 1990년대 초에 몇년 동안 전체 대학의 총장이었다. 그는 연습을 위해 그의 독창적인 재즈 피아노 교향곡을 발표했다. 그는 그의 학생들에게 이 모든 피아노 곡들을 고려해 볼 때 요한 제바스티안 바흐, 특히 음색이 평균율 클라비어곡집, 골트베르크 변주곡, 그리고 푸가의 기법을 연구하라고 덧붙였다. 그의 학생들 중에는 피아니스트 베니 그린과 올리버 존스가 있다.

### 뇌졸중, 늦은 나이 및 사망

미시사우가 성 베드로 성공회 성당의 오스카 피터슨 비석

피터슨은 어렸을 때부터 관절염이 있었고, 나중에 그의 셔츠에 단추를 채울 수 없었다. 결코 날씬하지 않고, 그의 무게는 125kg (276lb)까지 늘어, 그의 이동성을 방해하고 있다. 그는 1990년대 초반에 고관절 치환 수술을 받았다. 수술은 성공적이었으나 그의 거동은 여전히 불편했다. 어느 정도 후인 1993년에 피터슨은 그의 왼쪽 옆구리를 약하게 하는 심각한 뇌졸중을 앓았고 2년 동안 그를 방치했다. 또한 1993년에 신임 총리이자 오랜 피터슨 팬이자 친구인 장 크레티앵은 피터슨에게 온타리오 주의 리우터넌트 고버노르의 자리를 제안했지만, 그는 최근 그의 건강 문제를 이유로 거절했다.
뇌졸중이 발생한 후 피터슨은 2년 동안 집중 치료를 받았다. 그는 점차 기동성을 되찾았고 왼손에 대한 통제력도 회복했다. 하지만 그의 활력은 원래의 수준까지 회복되지 않았고, 그의 뇌졸중 이후의 그의 경기는 주로 그의 오른손에 의존했다. 1995년에 그는 제한된 기준으로 공연에 복귀했고, 또한 텔라크로 몇개의 생방송 및 스튜디오 녹음을 만들었다. 1997년에 그는 평생 공로 그래미상과 국제 재즈 명예의 전당 상을 받았다. 그의 친구이자 캐나다 정치인이자 아마추어 피아니스트인 밥 레이는 "한 손을 가진 오스카는 두 손을 가진 사람들보다 더 낫다."라고 말했다.
2003년 피터슨은 닐스헤닝 외르스테드 페데르센, 울프 바케니우스, 마틴 드류와 함께 버브를 위해 DVD 《A Night in Vienna》를 녹음했다. 그는 힘을 회복하기 위한 콘서트 사이에 며칠간 휴식을 취하면서, 일년에 최대 한달이지만, 미국과 유럽 투어를 계속했다. 그의 반주자는 바케니우스 (기타), 페더슨 또는 데이비드 영 (베이스), 그리고 엘빈 퀸 (드럼)이었다.
피터슨의 건강은 2007년에 급격히 떨어졌다. 그는 2007년 토론토 재즈 페스티벌에서의 그의 공연을 취소하고 2007년 6월 8일 카네기 홀 올스타전에 참석하는 것을 병으로 인해 취소해야 했다. 2007년 12월 23일, 피터슨은 온타리오의 미시소가에 있는 그의 집에서 신부전으로 사망했다.

### 사생활
피터슨은 네번 결혼했다: 릴리 프레이저 (1944년, 아들 둘, 딸 셋, 혼인 무효); 산드라 킹 (1958년 결혼, 1976년 이혼); 샬롯 허버 (1977년, 딸 하나, 결혼 생활이 파탄 남); 그리고 켈리 그린 (1987년, 딸 하나).
그에게는 7명의 자녀가 있었는데, 그 중 막내는 켈리 그린의 딸인 셀린이었다.
피터슨은 담배와 담뱃대를 피우는 사람이었고, 정기적으로 담배와 담뱃대를 끊으려고 노력했다; 하지만 매번 그는 담배를 끊을 때마다 체중이 늘었다. 피터슨은 그의 일생 동안 먹고 요리하는 것을 좋아했고, 매우 큰 사람으로 남아 있었다.

## 음반 목록

### 음반
| 년도 | 음반                                                                                | 메모들 | 레이블                                    |               |
| ---- | ----------------------------------------------------------------------------------- | --- | ----------------------------------------- | ------------- |
| 1945 | I Got Rhythm                                                                        | | RCA                                       |               |
| 1947 | Rockin' in Rhythm                                                                   | | RCA                                       |               |
| 1950 | Oscar Peterson at Carnegie Hall                                                     | live | 머큐리                                    |               |
| 1951 | Oscar Peterson Plays Cole Porter                                                    | | 머큐리                                    |               |
| 1952 | Lester Young with the Oscar Peterson Trio                                           | 레스터 영 | 머큐리                                    |               |
| 1952 | The Astaire Story                                                                   | 프레드 아스테어 | 노르그란                                  |               |
| 1952 | Alone Together                                                                      | 베니 카터 | 노르그란                                  |               |
| 1952 | Cosmopolite                                                                         | 베니 카터 | 노르그란                                  |               |
| 1952 | Oscar Peterson Plays Duke Ellington                                                 | | 머큐리                                    |               |
| 1952 | Oscar Peterson Plays George Gershwin                                                | | 머큐리                                    |               |
| 1952 | The Oscar Peterson Quartet                                                          | with 바니 케셀, 레이 브라운, 앨빈 스톨러 | 머큐리                                    |               |
| 1952 | The Drum Battle                                                                     | live, 진 쿠르파, 버디 리치 | 버브                                      |               |
| 1952 | Basie Jazz                                                                          | 카운트 베이시 | 클레프                                    |               |
| 1952 | Rockin' Chair                                                                       | 로이 엘드리지 | 클레프                                    |               |
| 1953 | Dale's Wail                                                                         | 로이 엘드리지 | 클레프                                    |               |
| 1954 | Lionel Hampton Plays Love Songs                                                     | 라이어널 햄프턴 | 클레프                                    |               |
| 1954 | Hamp's Big Four                                                                     | 라이어널 햄프턴 | 클레프                                    |               |
| 1954 | Little Jazz                                                                         | 로이 엘드리지 | 클레프                                    |               |
| 1954 | Roy and Diz                                                                         | 로이 엘드리지, 디지 길레스피 | 클레프                                    |               |
| 1954 | Rock with Flip                                                                      | 플립 필립스 | 클레프                                    |               |
| 1954 | Buddy DeFranco and Oscar Peterson Play George Gershwin                              | with 버디 드프랑코 | 클레프                                    |               |
| 1954 | Oscar Peterson Plays Harold Arlen                                                   | | 클레프                                    |               |
| 1954 | Oscar Peterson Plays Vincent Youmans                                                | | 클레프                                    |               |
| 1954 | Romance - The Vocal Styling Of Oscar Peterson                                       | with 레이 브라운, 바니 케셀, 허브 엘리스 | 클레프                                    |               |
| 1954 | Benny Carter Plays Pretty                                                           | 베니 카터 | Norgran                                   |               |
| 1954 | New Jazz Sounds                                                                     | 베니 카터 | Norgran                                   |               |
| 1955 | Sing and Swing with Buddy Rich                                                      | 버디 리치 | Norgran                                   |               |
| 1955 | Ralph Burns Among the JATP's                                                        | 랄프 번즈 | Norgran                                   |               |
| 1955 | The Wailing Buddy Rich                                                              | 버디 리치 | Norgran                                   |               |
| 1955 | Oscar Peterson Plays Count Basie                                                    | | Clef                                      |               |
| 1955 | In a Romantic Mood                                                                  | | Verve                                     |               |
| 1956 | Nostalgic Memories                                                                  | Recorded 1949-1951, re-issued on CD in 2009 as Debut: The Clef/Mercury Duo Recordings 1949-1951                                                                        | Verve                                     |               |
| 1956 | Krupa and Rich                                                                      | Gene Krupa, Buddy Rich | Verve                                     |               |
| 1956 | Pres and Sweets                                                                     | Lester Young, Harry "Sweets" Edison | Verve                                     |               |
| 1956 | Toni                                                                                | Toni Harper | Verve                                     |               |
| 1956 | Ellis in Wonderland                                                                 | Herb Ellis | Verve                                     |               |
| 1956 | Oscar Peterson at the Stratford Shakespearean Festival                              | live with Herb Ellis | Verve                                     |               |
| 1956 | Ella and Louis                                                                      | Ella Fitzgerald and Louis Armstrong | Verve                                     |               |
| 1957 | Anita Sings the Most                                                                | Anita O'Day | Verve                                     |               |
| 1957 | Gee Baby, Ain't I Good to You                                                       | Harry "Sweets" Edison | Verve                                     |               |
| 1957 | Stuff Smith                                                                         | Stuff Smith | Verve                                     |               |
| 1957 | Soft Sands                                                                          | | Verve                                     |               |
| 1957 | The Oscar Peterson Trio with Sonny Stitt, Roy Eldridge and Jo Jones at Newport      | live, with Sonny Stitt, Roy Eldridge, Jo Jones | Verve                                     |               |
| 1957 | Ella and Louis Again                                                                | Ella Fitzgerald and Louis Armstrong | Verve                                     |               |
| 1957 | Going for Myself                                                                    | Lester Young and Harry Edison | Verve                                     |               |
| 1957 | Jazz Giants '58                                                                     | with Stan Getz, Gerry Mulligan, Harry "Sweets" Edison | Verve                                     |               |
| 1957 | Stan Getz and the Oscar Peterson Trio                                               | with Stan Getz | Verve                                     |               |
| 1957 | Only the Blues                                                                      | Sonny Stitt | Verve                                     |               |
| 1957 | Louis Armstrong Meets Oscar Peterson                                                | with Louis Armstrong | Verve                                     |               |
| 1957 | Soulville                                                                           | Ben Webster | Verve                                     |               |
| 1957 | The Genius of Coleman Hawkins                                                       | 콜먼 호킨스 | Verve                                     |               |
| 1957 | Coleman Hawkins Encounters Ben Webster                                              | 콜먼 호킨스 | Verve                                     |               |
| 1957 | Coleman Hawkins and Confrères                                                       | 콜먼 호킨스 | Verve                                     |               |
| 1957 | Ella Fitzgerald Sings the Duke Ellington Song Book                                  | Ella Fitzgerald | Verve                                     |               |
| 1957 | At the Opera House                                                                  | live, Ella Fitzgerald | Verve                                     |               |
| 1957 | Stan Getz and J. J. Johnson at the Opera House                                      | live, Stan Getz, J. J. Johnson | Verve                                     |               |
| 1958 | Oscar Peterson at the Concertgebouw                                                 | live with Herb Ellis | Verve                                     |               |
| 1958 | Ella in Rome: The Birthday Concert                                                  | live, Ella Fitzgerald | Verve                                     |               |
| 1958 | Smooth Operator                                                                     | Dorothy Dandridge | Verve                                     |               |
| 1958 | This Is Ray Brown                                                                   | Ray Brown | Verve                                     |               |
| 1958 | On the Town with the Oscar Peterson Trio                                            | live | Verve                                     |               |
| 1958 | My Fair Lady                                                                        | | Verve                                     |               |
| 1959 | Sonny Stitt Sits in with the Oscar Peterson Trio                                    | with Sonny Stitt | Verve                                     |               |
| 1959 | A Jazz Portrait of Frank Sinatra                                                    | | Verve                                     |               |
| 1959 | The Jazz Soul of Oscar Peterson                                                     | | Verve                                     |               |
| 1959 | Oscar Peterson Plays the Duke Ellington Song book                                   | | Verve                                     |               |
| 1959 | Oscar Peterson Plays the George Gershwin Songbook                                   | | Verve                                     |               |
| 1959 | Oscar Peterson Plays the Richard Rodgers Songbook                                   | | Verve                                     |               |
| 1959 | Oscar Peterson Plays the Jerome Kern Songbook                                       | | Verve                                     |               |
| 1959 | Oscar Peterson Plays the Cole Porter Songbook                                       | | Verve                                     |               |
| 1959 | Oscar Peterson Plays the Harry Warren Songbook                                      | | Verve                                     |               |
| 1959 | Oscar Peterson Plays the Irving Berlin Songbook                                     | | Verve                                     |               |
| 1959 | Oscar Peterson Plays the Harold Arlen Songbook                                      | | Verve                                     |               |
| 1959 | Oscar Peterson Plays the Jimmy McHugh Songbook                                      | | Verve                                     |               |
| 1959 | Oscar Peterson Plays the Vincent Youmans Songbook                                   | | Verve                                     |               |
| 1959 | Oscar Peterson Plays Porgy & Bess                                                   | | Verve                                     |               |
| 1959 | Swinging Brass with the Oscar Peterson Trio                                         | | Verve                                     |               |
| 1959 | Ben Webster Meets Oscar Peterson                                                    | with Ben Webster | Verve                                     |               |
| 1960 | Fiorello!                                                                           | | Verve                                     |               |
| 1961 | The Trio                                                                            | live at the London House | Verve                                     |               |
| 1961 | The Sound of the Trio                                                               | live at the London House | Verve                                     |               |
| 1961 | Very Tall                                                                           | with Milt Jackson | Verve                                     |               |
| 1961 | The London House Sessions                                                           | live, released 1997 | Verve                                     |               |
| 1962 | West Side Story                                                                     | | Verve                                     |               |
| 1962 | Bursting Out with the All-Star Big Band!                                            | | Verve                                     |               |
| 1962 | Affinity                                                                            | | Verve                                     |               |
| 1962 | Something Warm                                                                      | live at the London House | Verve                                     |               |
| 1962 | Put On a Happy Face                                                                 | live at the London House | Verve                                     |               |
| 1963 | Night Train                                                                         | | Verve                                     |               |
| 1963 | Bill Henderson with the Oscar Peterson Trio                                         | with Bill Henderson | Verve                                     |               |
| 1963 | Oscar Peterson and Nelson Riddle                                                    | with Nelson Riddle | Verve                                     |               |
| 1963 | Oscar Peterson Trio Live in Cologne 1963                                            | Oscar Peterson (Piano), Ray Brown (Bass), Ed Thigpen (Drums)- Recorded live April 27th, 1963                                                                           | Jazzline WDR The Cologne Broadcast N77018 |               |
| 1964 | The Oscar Peterson Trio Plays                                                       | |                                           |               |
| 1964 | The Oscar Peterson Trio In Tokyo 1964                                               | live |                                           |               |
| 1964 | Oscar Peterson Trio + One                                                           | with Clark Terry | Verve                                     |               |
| 1964 | Canadiana Suite                                                                     | | Limelight                                 |               |
| 1964 | We Get Requests                                                                     | | Verve                                     |               |
| 1965 | I/We Had a Ball                                                                     | 1 track | Limelight                                 |               |
| 1965 | Eloquence                                                                           | | Limelight                                 |               |
| 1965 | With Respect to Nat                                                                 | | Limelight                                 |               |
| 1965 | Blues Etude                                                                         | | Limelight                                 |               |
| 1965 | More Swinging Standards                                                             | | Verve                                     |               |
| 1966 | Soul Español                                                                        | |                                           |               |
| 1967 | The Greatest Jazz Concert in the World                                              | live | Pablo                                     |               |
| 1968 | Exclusively for My Friends: The Lost Tapes                                          | recorded 1967-1968, released 1995 | MPS                                       |               |
| 1968 | Exclusively for My Friends                                                          | box set | MPS                                       |               |
| 1968 | Action                                                                              | recorded 1964 | MPS                                       |               |
| 1968 | Girl Talk                                                                           | recorded 1965, 1967–1968 | MPS                                       |               |
| 1968 | The Way I Really Play                                                               | | MPS                                       |               |
| 1968 | My Favorite Instrument                                                              | | MPS                                       |               |
| 1968 | Mellow Mood                                                                         | | MPS                                       |               |
| 1968 | Travelin' On                                                                        | | MPS                                       |               |
| 1969 | Motions and Emotions                                                                | | MPS                                       |               |
| 1969 | Hello Herbie                                                                        | | MPS                                       |               |
| 1970 | Tristeza on Piano                                                                   | | MPS                                       |               |
| 1970 | Walking the Line                                                                    | | MPS                                       |               |
| 1970 | Another Day                                                                         | | MPS                                       |               |
| 1970 | Tracks                                                                              | | MPS                                       |               |
| 1971 | In Tune                                                                             | with The Singers Unlimited | MPS                                       |               |
| 1971 | Reunion Blues                                                                       | with Milt Jackson | MPS                                       |               |
| 1971 | Great Connection                                                                    | | MPS                                       |               |
| 1972 | During This Time                                                                    | with Ben Webster | Art of Groove                             |               |
| 1972 | The Oscar Peterson Trio in Tokyo                                                    | live | Denon                                     |               |
| 1972 | Jazz at Santa Monica Civic '72                                                      | live, various artists | Pablo                                     |               |
| 1972 | Solo                                                                                | | Pablo                                     |               |
| 1972 | The History of an Artist, Vol. 1                                                    | | Pablo                                     |               |
| 1972 | The History of an Artist, Vol. 2                                                    | | Pablo                                     |               |
| 1973 | The Trio                                                                            | Live with Joe Pass, Niels-Henning Ørsted Pedersen, won Grammy Award for Best Jazz Performance by a Group                                                               | Pablo                                     |               |
| 1973 | The Good Life                                                                       | | Pablo                                     | Live as above |
| 1974 | Terry's Tune                                                                        | | Pablo                                     |               |
| 1974 | Basie and Friends                                                                   | Count Basie | Pablo                                     |               |
| 1974 | Oscar Peterson in Russia                                                            | live | Pablo                                     |               |
| 1974 | Oscar Peterson and Dizzy Gillespie                                                  | with Dizzy Gillespie | Pablo                                     |               |
| 1974 | Oscar Peterson and the Trumpet Kings – Jousts                                       | live, won Grammy Award for Best Jazz Performance by a Soloist | Pablo                                     |               |
| 1974 | Satch and Josh                                                                      | with Count Basie | Pablo                                     |               |
| 1974 | The Giants                                                                          | with Joe Pass, Ray Brown, won Grammy Award for Best Jazz Performance by a Soloist                                                                                      | Pablo                                     |               |
| 1974 | Oscar Peterson and Roy Eldridge                                                     | with Roy Eldridge | Pablo                                     |               |
| 1974 | Oscar Peterson and Harry Edison                                                     | with Harry "Sweets" Edison | Pablo                                     |               |
| 1975 | Oscar Peterson et Joe Pass à Salle Pleyel                                           | with Joe Pass | Pablo                                     |               |
| 1975 | Oscar Peterson and Clark Terry                                                      | with Clark Terry (same sessions as Oscar Peterson Trio + One | Pablo                                     |               |
| 1975 | Ella and Oscar                                                                      | with Ella Fitzgerald | Pablo                                     |               |
| 1975 | Jazz Maturity...Where It's Coming From                                              | with Roy Eldridge, Dizzy Gillespie | Pablo                                     |               |
| 1975 | Happy Time                                                                          | Roy Eldridge | Pablo                                     |               |
| 1975 | Oscar Peterson and Jon Faddis                                                       | with Jon Faddis | Pablo                                     |               |
| 1975 | Zoot Sims and the Gershwin Brothers                                                 | Zoot Sims | Pablo                                     |               |
| 1975 | The Oscar Peterson Big 6 at Montreux                                                | live | Pablo                                     |               |
| 1975 | The Trumpet Kings at Montreux '75                                                   | live, with Roy Eldridge, Dizzy Gillespie and Clark Terry | Pablo                                     |               |
| 1975 | The Milt Jackson Big 4 at the Montreux Jazz Festival 1975                           | live, with Milt Jackson | Pablo                                     |               |
| 1975 | The Tenor Giants Featuring Oscar Peterson                                           | with Zoot Sims, Eddie "Lockjaw" Davis | Pablo                                     |               |
| 1976 | Porgy and Bess                                                                      | with Joe Pass | Pablo                                     |               |
| 1977 | Roy Eldridge 4 – Montreux '77                                                       | live, Roy Eldridge | Pablo                                     |               |
| 1977 | Oscar Peterson Jam – Montreux '77                                                   | live, won Grammy Award for Best Jazz Performance by a Soloist | Pablo                                     |               |
| 1977 | The Pablo All-Stars Jam – Montreux '77                                              | live, various artists | Pablo                                     |               |
| 1977 | Oscar Peterson and the Bassists – Montreux '77                                      | live, Various Artists | Pablo                                     |               |
| 1977 | Eddie "Lockjaw" Davis 4 – Montreux '77                                              | live with Eddie "Lockjaw" Davis | Pablo                                     |               |
| 1977 | Satch and Josh...Again                                                              | with Count Basie | Pablo                                     |               |
| 1978 | Night Rider                                                                         | with Count Basie | Pablo                                     |               |
| 1978 | Count Basie Meets Oscar Peterson – The Timekeepers                                  | with Count Basie | Pablo                                     |               |
| 1978 | Yessir, That's My Baby                                                              | with Count Basie | Pablo                                     |               |
| 1978 | How Long Has This Been Going On?                                                    | Sarah Vaughan | Pablo                                     |               |
| 1978 | Linger Awhile: Live at Newport and More                                             | Sarah Vaughan, released 2000 | Pablo                                     |               |
| 1978 | The Paris Concert                                                                   | live | Pablo                                     |               |
| 1978 | The London Concert                                                                  | live | Pablo                                     |               |
| 1979 | The Silent Partner                                                                  | | Pablo                                     |               |
| 1979 | Ain't Misbehavin'                                                                   | Clark Terry | Pablo                                     |               |
| 1979 | Night Child                                                                         | with Joe Pass, Niels-Henning Ørsted Pedersen and Louie Bellson | Pablo                                     |               |
| 1979 | Skol                                                                                | with Stephane Grappelli, Joe Pass, Mickey Roker | Pablo                                     |               |
| 1979 | Digital at Montreux                                                                 | live | Pablo                                     |               |
| 1980 | The Personal Touch                                                                  | | Pablo                                     |               |
| 1980 | The Trumpet Summit Meets the Oscar Peterson Big 4                                   | Dizzy Gillespie, Freddie Hubbard, Clark Terry | Pablo                                     |               |
| 1980 | The Alternate Blues                                                                 | Dizzy Gillespie, Freddie Hubbard, Clark Terry | Pablo                                     |               |
| 1980 | Live at the North Sea Jazz Festival, 1980                                           | live | Pablo                                     |               |
| 1981 | A Royal Wedding Suite                                                               | | Pablo                                     |               |
| 1981 | Nigerian Marketplace                                                                | live | Pablo                                     |               |
| 1981 | Ain't But a Few of Us Left                                                          | with Milt Jackson, Ray Brown, Grady Tate | Pablo                                     |               |
| 1982 | Freedom Song                                                                        | live | Pablo                                     |               |
| 1982 | Face to Face                                                                        | with Freddie Hubbard | Pablo                                     |               |
| 1982 | Oscar Peterson with Clark Terry                                                     | with Clark Terry | Pablo                                     |               |
| 1983 | Two of the Few                                                                      | with Milt Jackson | Pablo                                     |               |
| 1983 | Jazz at the Philharmonic – Yoyogi National Stadium, Tokyo 1983: Return to Happiness | live, various artists | Pablo                                     |               |
| 1983 | A Tribute to My Friends                                                             | | Pablo                                     |               |
| 1983 | If You Could See Me Now                                                             | | Pablo                                     |               |
| 1985 | Hark                                                                                | Buddy DeFranco | Pablo                                     |               |
| 1986 | Oscar Peterson Live!                                                                | live | Pablo                                     |               |
| 1986 | Time After Time                                                                     | Live as above | Pablo                                     |               |
| 1986 | Oscar Peterson + Harry Edison + Eddie "Cleanhead" Vinson                            | with Eddie "Cleanhead" Vinson and Harry "Sweets" Edison | Pablo                                     |               |
| 1986 | Benny Carter Meets Oscar Peterson                                                   | with Benny Carter | Pablo                                     |               |
| 1987 | Oscar Peterson Plays Jazz Standards                                                 | (CD, compilation) | Verve                                     |               |
| 1990 | Live at the Blue Note                                                               | live, won Grammy Award for Best Jazz Instrumental Performance, Group, Grammy Award for Best Jazz Performance by a Soloist                                              | Telarc                                    |               |
| 1990 | Saturday Night at the Blue Note                                                     | live, won Grammy Award for Best Jazz Instrumental Performance, Group                                                                                                   | Telarc                                    |               |
| 1990 | Last Call at the Blue Note                                                          | live | Telarc                                    |               |
| 1990 | Encore at the Blue Note                                                             | live | Telarc                                    |               |
| 1992 | In the Key of Oscar                                                                 | 5 tracks recorded live at the Bermuda Onion, Toronto, 11 June 1991 + 7 electronic selections                                                                           | Vocal Vision Productions Inc.             |               |
| 1993 | En Concert Avec Europe1                                                             | Live Paris recordings from 1961, 1963-66 & 1969. 12 tracks feature Brown/Thigpen. Others include Bobby Durham, Louise Hayes, Sam Jones and Roy Eldridge on two tracks. | RTÉ / Trema                               |               |
| 1994 | Side by Side                                                                        | with Itzhak Perlman | Telarc                                    |               |
| 1994 | Some of My Best Friends Are...The Piano Players                                     | Ray Brown | Telarc                                    |               |
| 1995 | The More I See You                                                                  | with Benny Carter, Clark Terry, Ray Brown | Telarc                                    |               |
| 1995 | An Oscar Peterson Christmas                                                         | | Telarc                                    |               |
| 1996 | Oscar Peterson Meets Roy Hargrove and Ralph Moore                                   | with Roy Hargrove, Ralph Moore | Telarc                                    |               |
| 1996 | Oscar in Paris                                                                      | Live | Telarc                                    |               |
| 1997 | A Tribute to Oscar Peterson – Live at the Town Hall                                 | Live | Telarc                                    |               |
| 1997 | Live at CBC Studios, 1960                                                           | recorded live 27 January 1960, with Brown and Thigpen | Just A Memory Records                     |               |
| 1998 | Oscar and Benny                                                                     | with Benny Green | Telarc                                    |               |
| 1999 | Summer Night in Munich                                                              | live | Telarc                                    |               |
| 1999 | The Very Tall Band: Live at the Blue Note                                           | live | Telarc                                    |               |
| 2000 | Trail of Dreams: A Canadian Suite                                                   | A Jazz suite with strings conducted by Michel Legrand | Telarc                                    |               |
| 2004 | A Night in Vienna                                                                   | live | Verve                                     |               |
| 2007 | The Very Tall Band: What's Up?                                                      | live | Telarc                                    |               |

### 필모그래피
- 1978 The Silent Partner (Movie Score)
- 1996 Life of A Legend (View Video)
- 1998 London: 1964 (Vidjazz)
- 2004 Music in the Key of Oscar (View Video)[35]
- 2004 Easter Suite for Jazz Trio (TDK)
- 2004 A Night in Vienna (Verve)
- 2004 Norman Granz' Jazz in Montreux Presents Oscar Peterson Trio '77 (Eagle Vision USA)
- 2007 The Berlin Concert (Inakustik)
- 2007 Reunion Blues (Salt Peanuts)
- 2008 Oscar Peterson & Count Basie: Together in Concert 1974 (Impro-Jazz Spain)
- 2008 Jazz Icons: Oscar Peterson Live in '63, '64 & '65 (Jazz Icons)
- 2014 During This Time: Oscar Peterson, Ben Webster. NDR Jazzworkshop 1972 (art of groove)